# Osaka World Trade Center
Osaka World Trade Center é um dos arranha-céus mais altos do mundo, com 252 metros (827 ft). Edificado na cidade de Osaka, Japão, foi concluído em 1995 com 55 andares.